# Retignano
Retignano is een plaats (frazione) in de Italiaanse gemeente Stazzema.